# Lörzweiler
Lörzweiler település Németországban, Rajna-vidék-Pfalz tartományban. Lakosainak száma 2326 fő (2023. december 31.). Lörzweiler Harxheim és Mommenheim községekkel határos.

## Népesség
A település népességének változása:
| Lakosok száma | 1368 | 2142 | 2264 | 2310 | 2336 | 2334 | 2326 |
|               | 1975 | 2014 | 2017 | 2019 | 2021 | 2022 | 2023 |